# Estigmene internigralis
Estigmene internigralis är en fjärilsart som beskrevs av George Francis Hampson. Estigmene internigralis ingår i släktet Estigmene och familjen björnspinnare. Inga underarter finns listade i Catalogue of Life.